# Світло жінки
«Світло жінки» («Clair de femme») — французько-італійсько-німецька кінодрама, знята режисером Коста-Гаврасом. Прем'єра фільму відбулася 29 серпня 1979 року в Парижі. Фільм номінувався в 1980 році на премію «Сезар» у категоріях «Найкращий фільм», «Найкраща режисура» та «Найкраща жіноча роль», але переміг лише у номінації «Найкращий звук»

## Сюжет
Герой Іва Монтана, Мішель, щойно поховав дружину. На смертному одрі вона заповіла йому одружитися знову. Героїня Ромі Шнайдер, Лідія, нещодавно втратила доньку. Її чоловік поринув у глибоку депресію. Обидва герої нещасливі, але не перестають мріяти про щастя. Їхня випадкова зустріч породжує надію на подолання душевної кризи.

## У ролях
- Ів Монтан — Мішель
- Ромі Шнайдер — Лідія
- Ліля Кедрова — Соня
- Гайнц Беннент — Жорж
- Ромоло Валлі — Гальба
- Роберто Беніньї —  бармен
- Дітер Шидор — Свен
- Катрін Аллегре — повія
- Жан-Клод Буйо — епізод
- Джуліана Каландра — епізод
- Жан-Франсуа Гоббі — епізод
- Міранда Кампа — епізод
- Беатріс Костантіні — епізод
- Андре Дюма — епізод
- Мішель Літуак — епізод
- Жак Дінам — епізод
- Габріель Жаббур — Саша
- Філіпп Манесс — епізод
- Даніель Месгіш — комісар поліції
- Франсуа Перро — Ален
- Жан-П'єр Рамбаль — епізод
- Жан Рено — епізод
- Мішель Робен — епізод
- Катя Романофф — епізод
- Ібраїм Сек — епізод
- Ганс Вернер — епізод
- Мірей Паме — епізод

## Знімальна група
- Режисер — Коста-Гаврас
- Сценаристи — Коста-Гаврас, Крістоф Франк, Мілан Кундера
- Оператор — Рікардо Аронович
- Композитор — Жан Мюзі
- Художники — Маріо К'ярі, Ерік Сімон
- Продюсер — Ренцо Росселліні